# Станилівка
Стани́лівка — село в Україні, у Погребищенській міській громаді Вінницького району Вінницької області. До 2020 центр сільської ради. Розташована за 20 км від залізничної станції Мончин. Населення становить 534 особи.

## Географія
У селі бере початок річка Котлярка, ліва притока Смотрухи.

## Історія
Село засноване у 16 столітті. У 1905 році тут відбулися заворушення селян.
Під час організованого радянською владою Голодомору 1932—1933 років померло щонайменше 312 жителів села.
Під час Другої світової війни у другій половині липня 1941 року село було зайняте німецькими військами. Червоною армією село було зайняте 1 січня 1944 року.
На початку 1970-х років тут був колгосп «Росія», за яким було закріплено 3347 га землі, в тому числі 2563 га орної. Господарство було багатогалузеве. Колгосп мав кам'яний кар'єр та зариблені ставки площею 25 га. В селі працювали восьмирічна школа, клуб, бібліотека, медичний пункт.
12 червня 2020 року, відповідно до розпорядження Кабінету Міністрів України № 707-р «Про визначення адміністративних центрів та затвердження територій територіальних громад Вінницької області», увійшло до складу Погребищенської міської громади.
19 липня 2020 року, в результаті адміністративно-територіальної реформи та ліквідації Погребищенського району, село увійшло до складу Вінницького району.

## Населення
За даними перепису 2001 року кількість наявного населення села становила 528 особи, із них 99,06 % зазначили рідною мову українську, 0,75 % — російську, 0,19 % — білоруську.
| Рік            | 1897 | ~1900 | ~1902 | ~1972 | 1989 | 2001 |
| -------------- | ---- | ----- | ----- | ----- | ---- | ---- |
| Кількість осіб |      |       |       | 1019  | 645  | 528  |